# 2000-es Roland Garros
A 2000-es Roland Garros az év második Grand Slam-tornája, a Roland Garros 99. kiadása volt, amelyet május 29–június 11. között rendeztek Párizsban. A férfiaknál a brazil Gustavo Kuerten, a nőknél a francia Mary Pierce nyert.

## Döntők

### Férfi egyes
Gustavo Kuerten -  Magnus Norman 6-2, 6-3, 2-6, 7-6(6)

### Női egyes
Mary Pierce -  Conchita Martínez 6-2, 7-5

### Férfi páros
Todd Woodbridge /  Mark Woodforde -  Paul Haarhuis /  Sandon Stolle 7-6(7), 6-4

### Női páros
Martina Hingis /  Mary Pierce -  Virginia Ruano Pascual /  Paola Suárez 6-2, 6-4

### Vegyes páros
Mariaan de Swardt /  David Adams -  Rennae Stubbs /  Todd Woodbridge, 6-3, 3-6, 6-3

## Juniorok

### Fiú egyéni
Paul-Henri Mathieu –  Tommy Robredo, 3–6, 7–6(3), 6–2

### Lány egyéni
Virginie Razzano –  María Emilia Salerni, 5–7, 6–4, 8–6

### Fiú páros
Marc López /  Tommy Robredo –  Joachim Johansson /  Andy Roddick, 7–6(2), 6–0

### Lány páros
Maria José Martinez /  Anabel Medina Garrigues –  Matea Mezak /  Gyinara Szafina, 6–0, 6–1